# Cabala la Kabul
Cabala la Kabul este un film românesc din 2006 regizat de Dan Alexe.

## Distribuție
Distribuția filmului este alcătuită din:
- Zabulon Simantov
- Isaac Levy